# かすみかに感謝祭
かすみかに感謝祭（かすみかにかんしゃさい）は、但馬漁業協同組合が主催し、兵庫県香美町の柴山漁港で例年3月上旬に開催される祭り。

## 概要
山陰海岸国立公園の中央に位置する香住海岸（国の名勝）にある柴山港で、例年3月第1日曜日に開催される。自然の恵みに感謝し漁業の安全を願う祭りである。2001年より行われている。
カニにちなんだ各種イベントを実施しており、活きた松葉ガニを中心とした水産物即売コーナーやカニ汁、親子カニ歩き競争、ビンゴゲームで盛り上がる。開催時期は3月20日の松葉ガニ漁終了を目前にしており、カニシーズンを締めくくるイベントでもある。
日本屈指の水産基地と言われる柴山港は古くから漁港として知られ、漁獲量も安定している良港である。
兵庫県における重要な水産基地としての役割を果たしている。

## 主な行事
- 紅白餅まき
- 水産物即売コーナー
- かに汁の無料サービス
- 横歩きでタイムを競う「親子カニ歩き競争」
- 赤イカ解体ショー
- ビンゴゲーム

## 主催
- かに感謝祭実行委員会（但馬漁業協同組合柴山支所）

## 所在地・交通アクセス
- 兵庫県美方郡香美町香住区沖浦911-8
- 西日本旅客鉄道（JR西日本）山陰本線柴山駅下車すぐ